# Steiraxis
Steiraxis là một chi ốc biển, là động vật thân mềm chân bụng sống ở biển trong họ Turridae.

## Các loài
Các loài thuộc chi Steiraxis bao gồm:
- Steiraxis aulaca (Dall, 1896)[2]